# 儒城溫泉
儒城溫泉（韓語：유성온천）是韓國大田廣域市儒城區的一個溫泉，距市區以西11公里。

## 歷史
傳說始於百濟末年，但系統開發卻如於1920年。另外根據1481年成書的《東國輿地勝覽》，朝鮮王朝第一任國王李成桂、第三代國王太宗曾在那裡入浴，1994年正式成為旅遊區。
36°21′21″N 127°20′50″E / 36.35588°N 127.34710°E